# 5902 Talima
Az 5902 Talima (ideiglenes jelöléssel 1987 QY10) a Naprendszer kisbolygóövében található aszteroida. Ljudmila Georgijevna Karacskina fedezte fel 1987. augusztus 27-én.